# ENDORPHINE
『ENDORPHINE』(エンドルフィン) はFEEL SO BADの4枚目のアルバム。

## 内容
先行シングルとして発表された「憂鬱な快楽」を収録。「悲しみに逢いたくて」は7thシングル「バリバリ最強No.1」のカップリングとしてシングルカットされた。
タイトルの「エンドルフィン」とは脳内麻薬、いわゆるランナーズハイのことである。

## 批評
CDジャーナルは、「 単なるハード・ロック・バンドだと思いきや、音を聴いてびっくり。スピード感あふれる重たいビートが炸裂するゴリゴリのサウンドはまさにオルタナティヴ! それに負けず劣らずなのが川島だりあのヴォーカル。脳内麻痺というタイトルもこけおどしではない。」と評した。

## 収録曲
1. ANIMAL
2. ENDORPHINE
3. ハマってしまった
4. FAITHLESS CHILDREN
5. 悲しみに逢いたくて
6. 狂育者
7. スライムになりたい
8. HEAVEN
9. 憂鬱な快楽
10. 顔で笑って心で泣け
11. 大好きQUEEN

作詞・作曲：川島だりあ・倉田冬樹(#ALL)
編曲：倉田冬樹(#ALL)